# 老虎洞遗址
老虎洞遗址，位于中华人民共和国云南省保山市施甸县姚关镇石坝村西的一个旧石器时代遗址。

## 特点
1989年秋，老虎洞遗址址开始进行清理，属洞穴遗址，洞穴底部面积20余平方米，文化层堆积厚2.9米，属全新世早期。出土和采集打制手锤、砍斫器、敲砸器、刮削器等石器100余件，以及骨锥、铲、针和角锥等。此外发现鱼、螺、鸟类、竹鼠、豪猪、犀牛、鹿、熊、野牛等动物化石，还出土灰烬与烧骨残骸，总共700余件文物。
该遗址与附近的塘子沟遗址、保山板桥龙王塘遗址、施甸姚关火星山大岩房遗址、施甸姚关火星山大马圈岩房遗址、万仞岗遗址等发现距离相近，根据考古鉴定同属于旧石器时代晚期，并存在明显的亲缘关系，应该是古代濮人的先民。